# Real Bout Fatal Fury 2: The Newcomers
Real Bout Fatal Fury 2: The Newcomers (リアルバウト餓狼伝説2 The Newcomers, Real Bout Garō Densetsu 2 The Newcomers, Real Bout Legend of the Wild Wolf 2) est un jeu vidéo de combat en 2D développé et édité par SNK en 1998 sur Neo-Geo MVS, Neo-Geo AES, Neo-Geo CD (NGM 240),,. Le jeu est porté sur Neo Geo Pocket Color et PlayStation 2. C'est le septième épisode de la série Fatal Fury.

## Description
Le jeu est présenté pour la première fois au salon de l'arcade AOU Show (en) qui a eu lieu du 18 au 20 février 1998, comme principale nouveauté du stand SNK avec le jeu Metal Slug 2. Real Bout Fatal Fury 2: The Newcomers sort sur arcade en mars 1998 au Japon ainsi qu'en Amérique du Nord. Le jeu est ensuite porté sur Neo-Geo AES avec une cartouche d'une capacité de 539 megas, permettant à SNK d'y ajouter une cinématique d'introduction animée,. Une nouvelle carte mère baptisée « Neo Giga » est utilisée pour le jeu, elle offre notamment la possibilité d'afficher des arènes plus détaillées. La version Neo-Geo CD est publiée au Japon le 23 juillet 1998. Le titre comporte vingt-deux personnages dont deux inédits, Li Xiangfei et Rick. Li Xiangfei pratique le kung-fu tandis que Rick utilise des techniques de boxe anglaise.

## Système de jeu
Les boutons restent identiques au précédent volet et se composent de trois coups offensifs (coup de poing, coup de pied et coup fort) et d'un coup défensif (changement de plan). Le bouton pour le changement de plan sert également pour se relever rapidement, et la manipulation peut se faire sur les deux plans bien que les combats ne se passent désormais que sur un seul plan. Le deuxième plan sert principalement pour esquiver les coups de l'adversaire.
Les contres s'exécutent avec la combinaison du coup de poing et du coup du pied. La provocation se fait en combinant le coup fort et le bouton du changement de plan. Les longues combinaisons de coups sont supprimées et les dégâts des furies ont été revues à la baisse. La jauge de furie, située en bas de l'écran est toujours conservée et est déclinée en trois niveaux : « H-Power », « S-Power » et « P-Power ».

## Portage
- PlayStation 2 : 2007
- Console virtuelle (Japon)